# Szwedowski
Szwedowski, Szwedowska – polskie nazwisko które w Polsce nosi ok. 351 mężczyzn i 398 kobiet (stan na listopad 2011)..
Znane osoby noszące to nazwisko:
- Henryk Szwedowski (ur. 1901, zm. 1946) – polski pilot wojskowy,
- Karol Szwedowski (ur. 1889, zm. 1941) – dyplomowany mistrz budowlany, pracownik kontraktowy na Westerplatte, jeden z cywilnych obrońców tej placówki w 1939,
- Krzysztof Szwedowski (ur. 1965) – były wiceprezes Najwyższej Izby Kontroli,
- Sławomir Szwedowski (ur. 1928, zm. 21 marca 2000) – polski ekonomista, profesor Instytutu Nauk Ekonomicznych Polskiej Akademii Nauk,
- Stefan Szwedowski (ur. 26 grudnia 1891 w Piotrkowie Trybunalskim, zm. 27 maja 1973 w Warszawie) – działacz związkowy i syndykalistyczny, uczestnik powstania warszawskiego.